# كاميرون ليزلي
كاميرون ليزلي (بالإنجليزية: Cameron Leslie)‏ هو سباح نيوزلندي، ولد في 17 يناير 1990 في وانغاري في نيوزيلندا.

## روابط خارجية
- كاميرون ليزلي على موقع Paralympic.org (الإنجليزية)
- كاميرون ليزلي على موقع اللجنة البارالمبية النيوزيلندية (الإنجليزية)